# Yilingia spiciformis
Yilingia spiciformis — викопна тварина, яка існувала у пізній едіакарський період. Можливо була першою твариною, здатною до цілеспрямованого руху.

## Відкриття
На півдні Китаю були знайдені скам'янілості, включаючи тіла і сліди, залишені давнім видом тварин. Дослідники назвали свою знахідку лат. Yilingia spiciformis: лат. Yilingia  за назвою району у Китаї, де в ущелині річки Янцзи, було знайдено викопні рештки, та лат. spiciformis, оскільки тіло мало шипи. На даний момент зразки скам'янілостей зберігаються в Інституті геології та палеонтології Нанкіна.

## Будова
Yilingia spiciformis мала білатеральне сегментоване тіло довжиною приблизно 10 см (або до 27 см) шириною від 0,25 см до 1 см. Тварина була істотою, що нагадує багатоніжку, яка поперемінно перетягувала своє тіло по мулистому океанічному дну і спиралася на ґрунт, залишаючи сліди до 58 см. Тварина була витягнутою вузькою істотою, що має близько 50 сегментів тіла, лівий і правий бік, спину і черево, голову і хвіст. Кожен сегмент тіла тварини мав три частки: велика центральна частина, облямована меншими, загостреними зверху частинами.

## Значення
Хоча у скам'янілостях пізнього едіакарського періоду знаходили сліди руху тварин, залишків самих цих тварин знайти не вдалося. Yilingia spiciformis остаточно доводить, що тварини, які мали змогу цілеспрямовано рухатись, виникли ще в едіакарський період, до кембрійського вибуху. Крім того, ця тварина може бути сполучною ланкою між фауною едіакарію та кембрію, раніше таку сполучну ланку виявити не вдавалося. Ще одним важливим аспектом є те, що виходячи з будови цієї тварини вона може бути далеким предком кільчастих червів або Panarthropoda.